# Lord of the G-Strings
Lord of the G-Strings ist eine 2003 gedrehte Fantasy-Erotikkomödie von Terry M. West, die auf dem Roman Der Herr der Ringe von J.R.R. Tolkien basiert.

## Handlung
Im Dorf der in der Region „Shire“ in der Fantasywelt „Diddle Earth“ wohnenden, bisexuellen Throbbits findet ein Festival statt. Zu diesem findet sich auch der alkoholabhängige, ständig betrunkene Zauberer Smirnoff ein. Im Laufe des Festes macht Smirnoff der Throbbit Dildo Saggins ein Geschenk: Den magischen G-String, dessen Geschichte er in einem Rückblick erzählt: Im Rahmen des Krieges zwischen Menschen und Dorks wurde die Armee der Menschen unter General Uptight von der Armee der Dorks unter der weiblichen Führung von Whorespank angegriffen. Uptight siegt und erbeutet von Whorespank den magischen G-String. Über Umwege gelangte das brisante Wäschestück in die Hände von Smirnoff, der es nun Dildo Saggins übergibt mit dem Auftrag, es in den "Party-Pooper-Vulkan" zu werfen und so zu vernichten. Dildo Saggins willigt ein unter der Bedingung, dass ihre Freundinnen Horny und Spam sie begleiten dürfen, und am nächsten Morgen ziehen die drei los, während sich Smirnoff aufmacht, seinen alten Lehrmeister und Mentor Sourass zu treffen. Dildo, Horny und Spam erreichen ein Gasthaus, wo es zu einer kämpferischen Auseinandersetzung mit den dortigen Gästen kommt, bei der sie von der Kriegerin Araporn unterstützt werden, die sich fortan zur Beschützerin der Gruppe aufschwingt. Smirnoff erreicht derweil das Domizil von Sourass und findet dort heraus, dass dieser zur dunklen Seite der Macht gewechselt ist und selbst nach dem G-String strebt, um mit dessen Hilfe die Macht über Diddle Earth zu erlangen. Es kommt zu einem Kampf zwischen Smirnoff und Sourass, dem Smirnoff knapp entkommen kann. Da Sourass durch Smirnoff über den Verbleib des G-Strings informiert wurde, lässt er nun eine ihm unterstehende Dork-Armee nach Dildo Saggins suchen. Selbige wird in einem Kampf durch eine Gruppe Dorks schwer verwundet, wird aber durch eine Gruppe Elfen gerettet und in deren Stadt Los Lesbios verbracht und dort auskuriert. Anschließend macht sich die Gruppe wieder auf den Weg zum Party-Pooper-Vulkan. Nachts setzen sich Dildo und Spam heimlich von der Gruppe ab und ziehen alleine weiter, um die anderen nicht den Gefahren der weiteren Reise auszusetzen. Auf dieser haben die beiden Throbbits eine kurze Begegnung mit dem ehemaligen Stringbesitzer Ballem und werden später von Sourass attackiert. In diesem Moment greift Smirnoff wieder ins Geschehen ein und hält Sourass auf, so dass die Throbbits fliehen können. 
An dieser Stelle verlässt der Film die bisherige Erzählebene. Die beiden Throbbits landen im Keller eines Filmstudios, in dem sich Regisseur Terry M. West befindet, der den G-String in Empfang nimmt und ihn kommentarlos in einen Mülleimer wirft. Die Throbbits kehren nach Shire zurück und feiern dort ein Fest, bei dem zunächst Smirnoff und später Ballem auftauchen, wobei letzterer wüste Drohungen gegen Dildo ausstößt und wenig später wegen Stalkings von einer realen Polizeistreife verhaftet wird.

## Entstehungsgeschichte
Gedreht wurde im US-amerikanischen New Jersey, Sitz der Produktionsfirma Seduction Cinema. Aus Kostengründen gab es nur zwei Außendrehorte: Ein Gasthaus mit Billardtisch, das das Gasthaus „Zum tänzelnden Pony“ aus der Romanvorlage darstellt, und ein Waldstück, in dem alle anderen Außenszenen gedreht wurden. 
Es gibt zwei Versionen des Films: Eine geschnittene Version namens Lord of the G-Strings erreichte eine „R“-Einstufung der Motion Picture Association of America, während die elf Minuten längere Originalfassung namens Lord of the G-Strings – The Femaleship of the String keine Einstufung erhielt. Die Originalfassung enthält nicht etwa weitere Sexszenen, die für die Einstufung durch die MPAA geschnitten werden mussten, sondern lediglich für die Handlung nicht relevantes, jugendfreies Filmmaterial.

## Kritik
Markus Risser von Badmovies.de bezeichnete den Film als „niveaulose Zotigkeit“, zeigte sich aber dennoch „köstlich amüsiert“. Das Blog Dr. Gore's Movie Reviews vergab 2,5 von 4 Punkten, konstatierte „einige amüsante Szenen“ und zog das Fazit „einen Blick wert“. Felix Vasquez resümierte für Cinema Crazed, „echt heiße Frauen, echt tolle Körper, echt einzigartige Comedy und ein paar kreative Wortspielereien“ sorgten für „ordentliche Unterhaltung“.